# Chris Lawrence
Chris Lawrence (n. 27 iulie 1933) a fost un pilot englez de Formula 1 care a evoluat în Campionatul Mondial în sezonul 1966.
1. ↑  Chris Lawrence, accesat în 9 octombrie 2017
2. ↑   http://www.classicandsportscar.com/news/general-classic-car-news/morgan-racing-legend-and-monica-creator-chris-lawrence-dies Lipsește sau este vid: |title= (ajutor)